# Aonobuaka
Aonobuaka ist ein Ort im nördlichen Teil des zum Inselstaat Kiribati gehörenden pazifischen Archipels der Gilbertinseln nahe dem Äquator. 2020 wurden 447 Einwohner gezählt.

## Geographie
Der Ort liegt im Zentrum der Ostküste des Atolls Abaiang zwischen Borotiam im Nordwesten und Koinawa im Südosten. Im Ort gibt es das lokale Versammlungshaus (Aonobuaka Maneaba), die Aonobuaka Church sowie eine Junior Secondary School.

## Klima
Das Klima ist tropisch heiß, wird jedoch von ständig wehenden Winden gemäßigt. Ebenso wie die anderen Orte der Gilbertinseln wird Aonobuaka gelegentlich von Zyklonen heimgesucht.